# Кирпили
Кирпили́ — река на Кубано-Приазовской низменности, в Краснодарском крае России. Длина реки — 202 км, площадь водосборного бассейна — 2650 км².
Слово кирпили заимствовано из тюркских языков, связано с лексемой «мост».
Исток Кирпилей находится в посёлке Южном в 8 км северо-западнее станицы Ладожской (Усть-Лабинский район). Впадает в болото Кирпильский лиман в 10 км западнее станицы Степной (Приморско-Ахтарский район); чётко выраженного устья не имеет, растекается по болотам, плавням и лиманам, соединённым через Ахтарский лиман с Азовским морем.
У станицы Медведовской в Кирпили впадает её левобережный приток — река Кочеты длиною в 37 км. У города Тимашёвска в Кирпили справа вливается небольшая река Кирпильцы.
Кирпили довольно прихотливо извиваются по равнине. Русло в большей части заросло водолюбивой растительностью.
В районе станицы Новоджерелиевской река разливается, образуя цепь прудов и лиманов. Западнее, разливаясь ещё шире, она заболачивает местность, превращая её в плавни. Здесь также тянется ряд небольших озёр, переходящих вблизи Азовского моря в целую систему лиманов, из которых самым крупным является Кирпильский. Последний через лиман Карлык и Ахтарский лиман связан с Азовским морем.
Питание реки идёт за счёт атмосферных осадков и грунтовых вод. Это маловодная река.
В бассейне Кирпилей имеется 330 перегораживающих сооружений (дамб, плотин и т. д.), превративших реку в каскад прудов, которые используются для обводнения, орошения и рыболовства.
На реке Кирпили находятся город Тимашёвск и станицы (от истока к устью): Восточная, Кирпильская, Раздольная, Платнировская, Сергиевская, Медведовская, Роговская, Новоджерелиевская, Степная и другие.